# Baojun 630
La Baojun 630 è la prima autovettura prodotta dalla casa automobilistica cinese Baojun a partire dal 2011.

## Descrizione

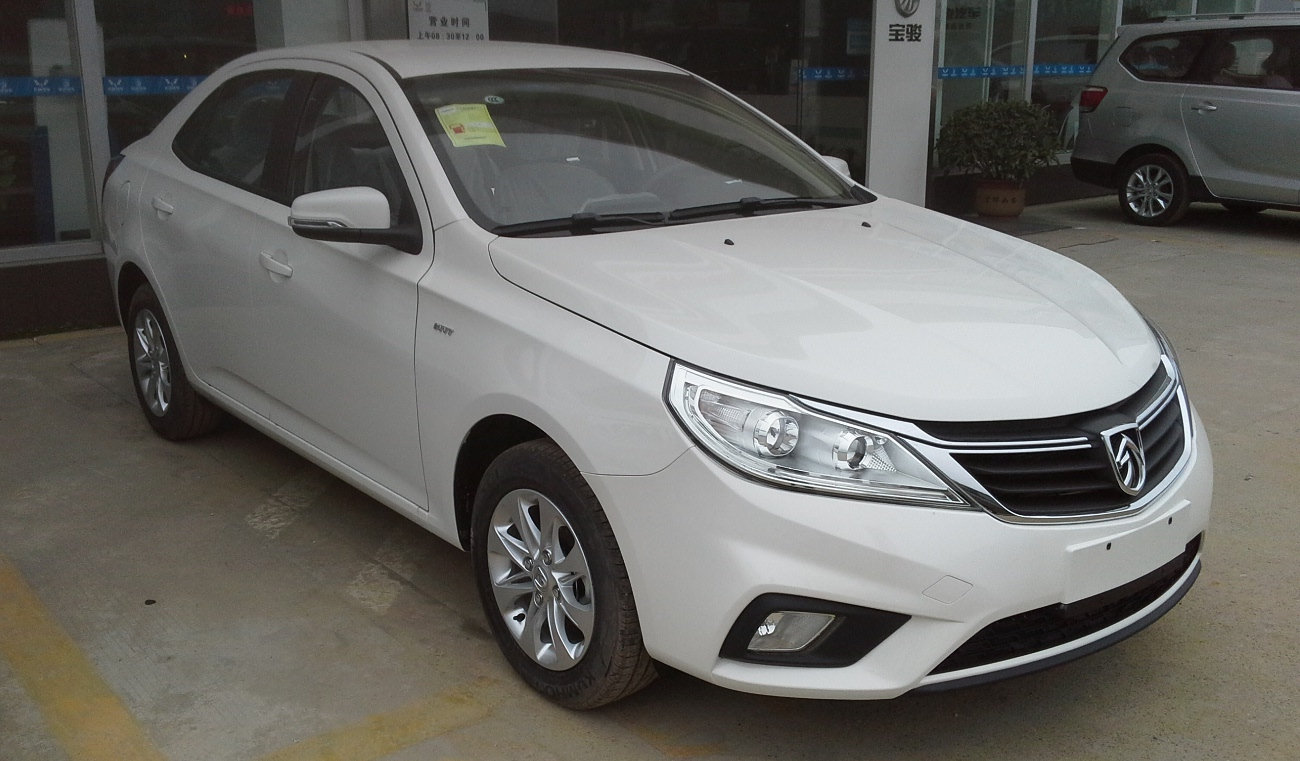
Baojun 630 restyling

La vettura è una berlina 3 volumi compatta a quattro porte ed è prodotta a Liuzhou nel Guangxi, in Cina. Venne lanciata al salone dell'automobile di Shanghai 2011 e fu messa in vendita nell'agosto 2011. Nell'aprile 2014 dalla 630 è stata derivata una berlina a cinque porte chiamata Baojun 610.

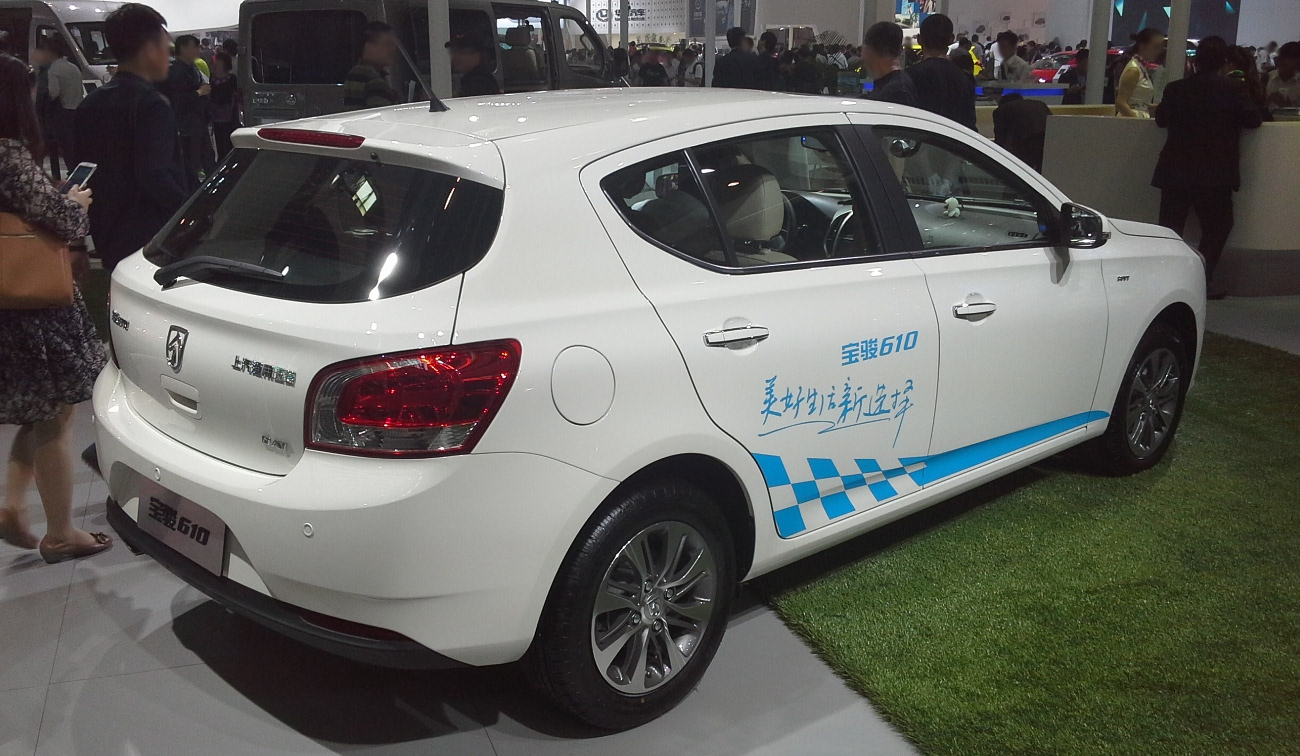
Baojun 610

L'auto è stata sviluppata presso il centro tecnico automobilistico SAIC-GM Pan Asia (PATAC) di Shanghai. La vettura è stata realizzata sulla piattaforma della Buick Excelle/Daewoo Lacetti. Nel 2014 venne esportata in Egitto e Algeria con il nome di Chevrolet Optra.
Nel dicembre 2015 la vettura è stata sottoposta a un restyling, con alcune modifiche alla parte frontale con una nuova mascherina e nuovi fari mentre più consistenti sono i cambiamenti nella parte posteriore che è stata completamente ridisegnata, con luci più grandi.
La 630 è alimentata da un motore 1,5 cilindri a quattro cilindri da 109 CV e 146 Nm di coppia e accoppiato a una trasmissione a manuale a cinque velocità. Nel novembre 2012 è stata aggiunta un'unità da 1,8 litri da 141 CV e 177 Nm.